# Kanotmethis cyanipes
Kanotmethis cyanipes är en insektsart som först beskrevs av Yin, X.-c. och G.H. Feng 1983.  Kanotmethis cyanipes ingår i släktet Kanotmethis och familjen Pamphagidae. Inga underarter finns listade i Catalogue of Life.